# شورای بین‌المللی مهندسی سیستم‌ها
شورای بین‌المللی مهندسی سیستم‌ها (انگلیسی: International Council on Systems Engineering) (به‌اختصار: INCOSE) یک سازمان غیرانتفاعی و انجمن حرفه‌ای است، که در زمینه مهندسی سیستم‌ها فعالیت می‌کند. این شورا در سال ۱۹۹۰ فعالیت خود را آغاز نمود و هم‌اکنون (۲۰۱۹) دارای بیش از ۱۷٫۰۰۰ عضو در ۷۰ کشور جهان می‌باشد. فعالیت‌های اصلی این شورا شامل برگزاری کنفرانس‌ها، انتشار نشریات تخصصی، ارائه گواهینامه‌های حرفه‌ای و مدیریت کارگروه‌های فنی می‌باشد. دفتر مرکزی شورای بین‌المللی مهندسی سیستم‌ها در سن دیگو، کالیفرنیا قرار دارد.